# Krypljung
Krypljung (Loiseleuria procumbens) art i familjen ljungväxter. Arten är den enda i släktet Loiserleuria och har en cirkumpolär utbredning. Krypljung når endast upp några få centimeter ovanför marken. Den blommar vid sommarens början med ljusröda, stjärnformiga blommor. Krypljung är vanligt förekommande i de svenska fjällen och finns oftast på torra, avblåsta partier (vindblottor) på kalkfattiga bergarter.
Släktnamnet hedrar den franske botanisten Jean Louis Auguste Loiseleur-Deslongchamps (1774–1849). Artepitetet procumbens (lat.) betyder nedliggande. 

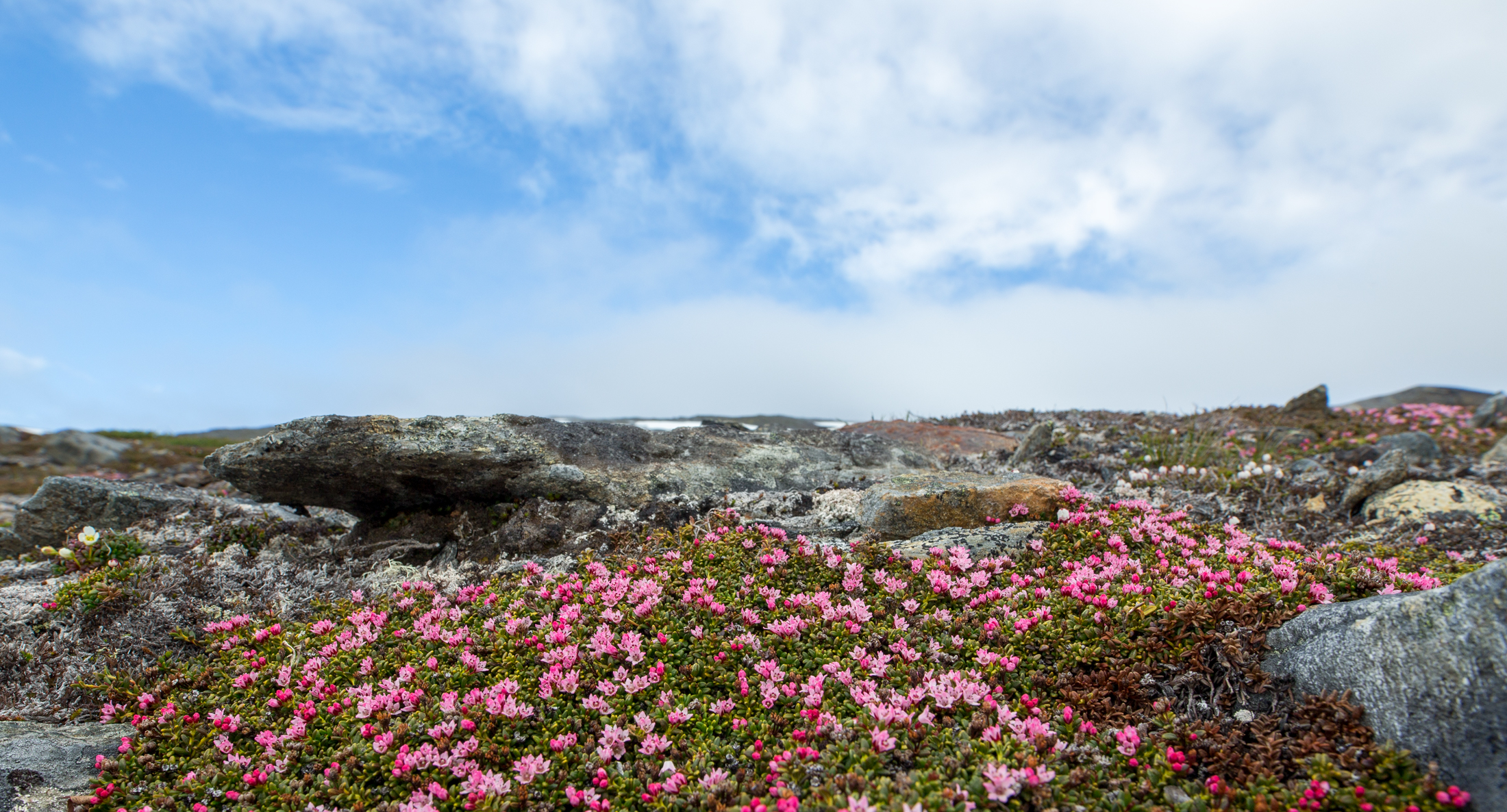
Krypljung, Sørfolds kommun, Norge.
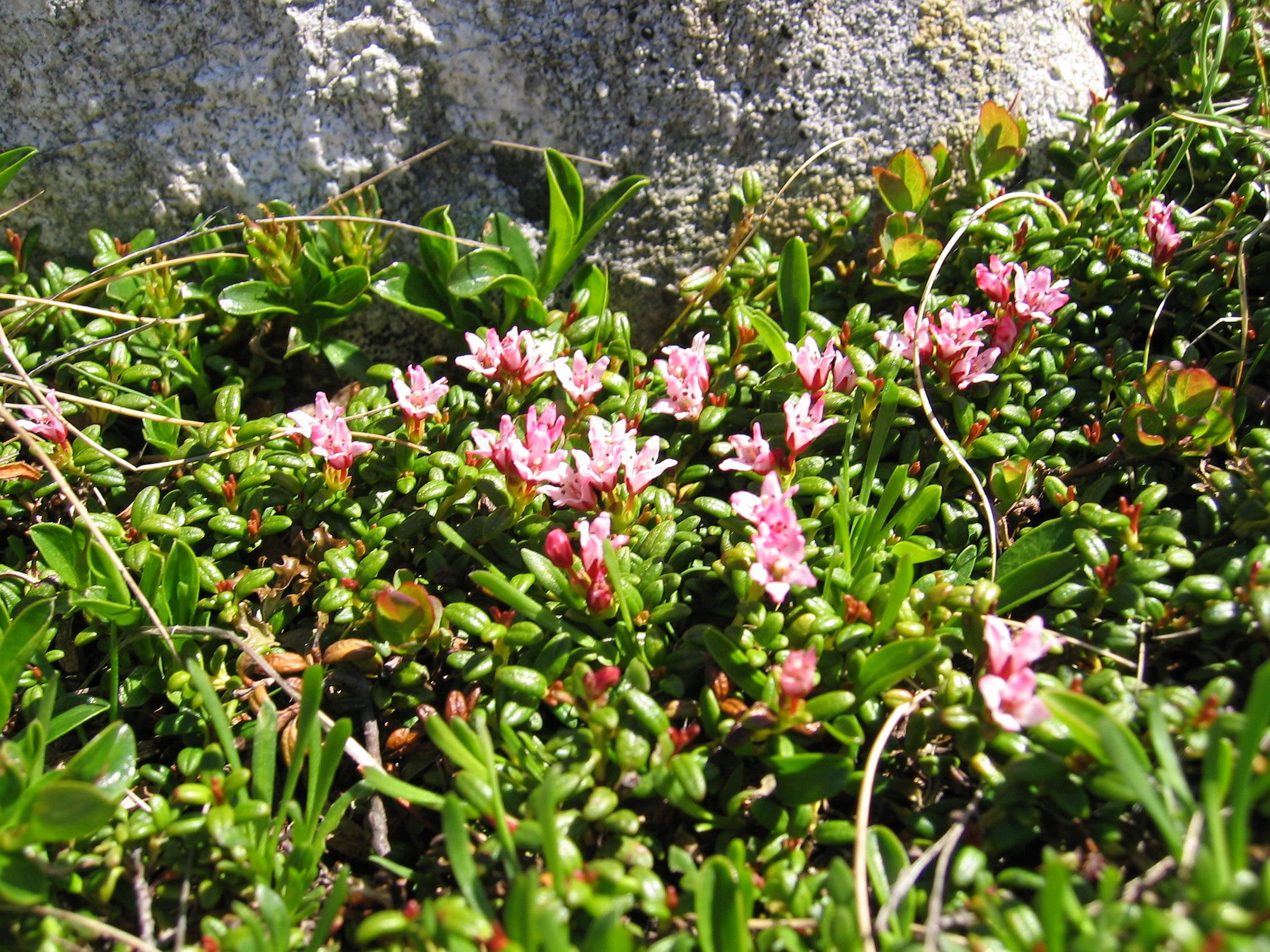